# 科罗拉多大学丹佛分校
科罗拉多大学丹佛分校（简称、或）是美国科罗拉多州的研究型公立大学，是科罗拉多大学系统三所学府之一。丹佛分校拥有两个校区，分别是地处丹佛市中心的奥拉瑞亚校区和邻近城市奥罗拉的安舒茨医学校区，2004年夏由科罗拉多大学丹佛分校与科罗拉多大学健康科学中心合并而成，正式名称科罗拉多大学丹佛分校｜安舒茨医学校区（ | ）。
丹佛分校的奥拉瑞亚校区位于丹佛市中心，科罗拉多大学医院则座落在10英里外奥罗拉市的安舒茨医学校区，这所医院旗下还有一家附近的儿童医院以及位于丹佛的国家犹太医学研究中心和丹佛健康医疗中心。丹佛分校的两个校区一共有超过27000名学子，学校也提供在线教程。
科罗拉多大学丹佛分校是该州最大的研究机构，每年吸引了超过3.75亿美元的研究补助金，授予的研究生学位数量也超过州内其它任何一个学府。丹佛分校、科罗拉多大学医院和大学医生公司共计聘请了超过12200名当地居民，是丹佛都市区雇员最多的雇主之一。大学每年会通过其医院和临床服务部门为超过50万名患者提供服务。

## 历史

### 科罗拉多大学健康科学中心

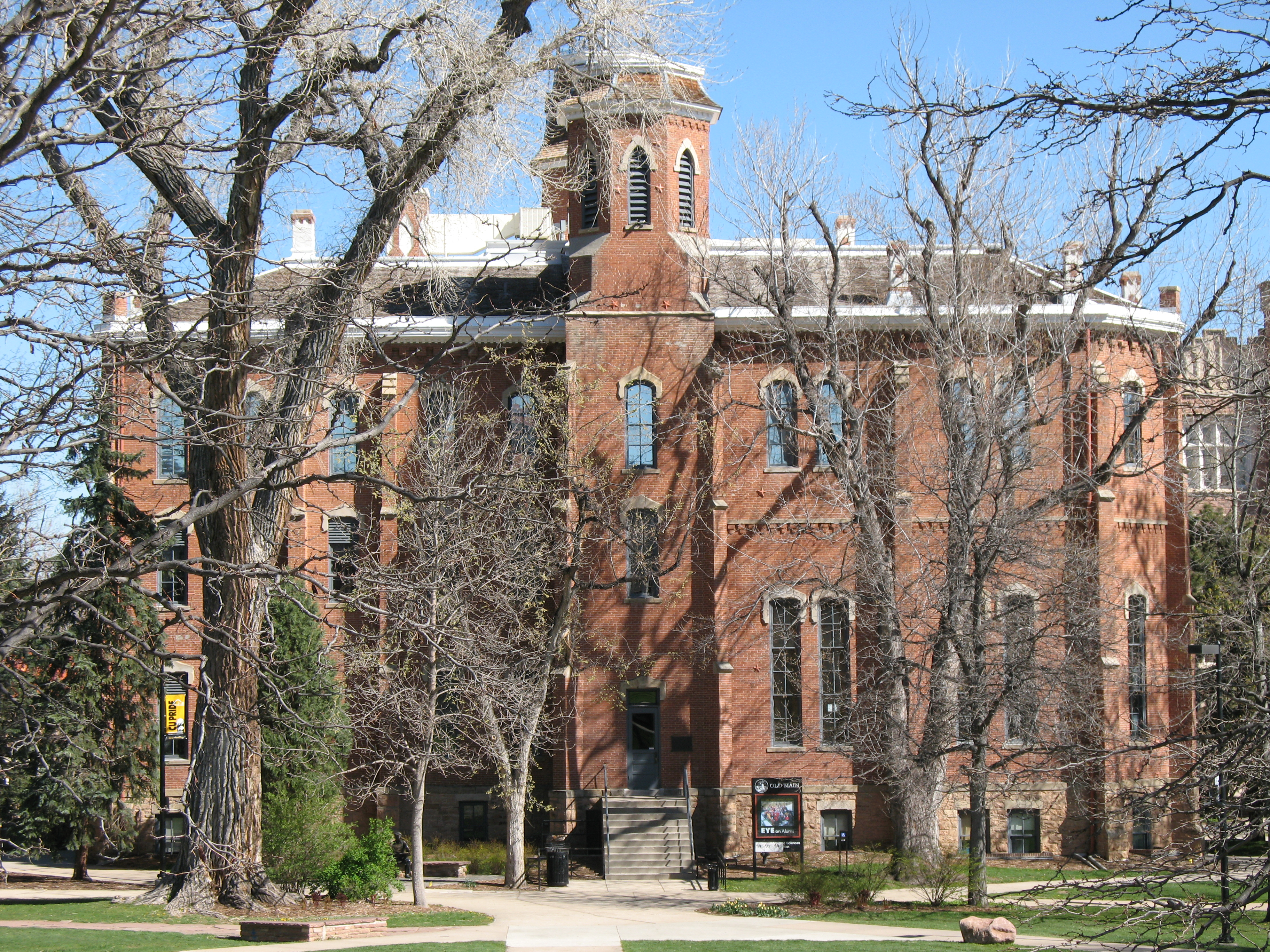
医学院首先是在博尔德分校的老主楼成立的

1883年9月，科罗拉多大学在博尔德分校的老主楼建立了医学和手术部门，护理部门则于1898年成立。
到了1892年，由于在人口较多的地区能够积累到更多实践经验，因此学员将在丹佛接受最后两年的课程学习。这一做法导致了丹佛大学医学院的不满，官司一直打到了科罗拉多州最高法院（Colorado Supreme Court）。1897年法院作出的裁决认为，科罗拉多大学的规章限制了其只能在博尔德地区教学。不过到了1910年，科罗拉多州政府通过了一条州宪法修正案，允许科罗拉多大学回到丹佛办学。1911年，大学的医学院与丹佛的另一家医学院进行合并组建了一个门类更齐全，师资力量更雄厚的大型校区，为该校永久性地迁至丹佛铺平了道路。1925年，科罗拉多大学医学院正式搬迁至丹佛第9大道和科罗拉多大道，并在之后成为科罗拉多大学健康科学中心。
1995年，费兹西蒙斯陆军医疗中心被列入了基地调整和关闭名单，之后健康科学中心、科罗拉多大学医院和奥罗拉市政府的官员一起向位于首部哥伦比亚特区的国防部提出申请，希望可以在退役军事基地上建立一个卫生学术中心。1999年，陆军基地正式关闭，2004年，第一个科罗拉多大学健康科学中心实验室入驻费兹西蒙斯基地。2006年，这一基地正式更名为安舒茨医学校区，来感谢菲利普·安舒茨及夫人南茜的慷慨资助。到了2008年末，丹佛分校的所有健康科学学术和研究院系都从第九大道和科罗拉多大道搬迁到安舒兹校区，加入了附属的科罗拉多大学医院和儿童医院。

### 科罗拉多大学丹佛分校

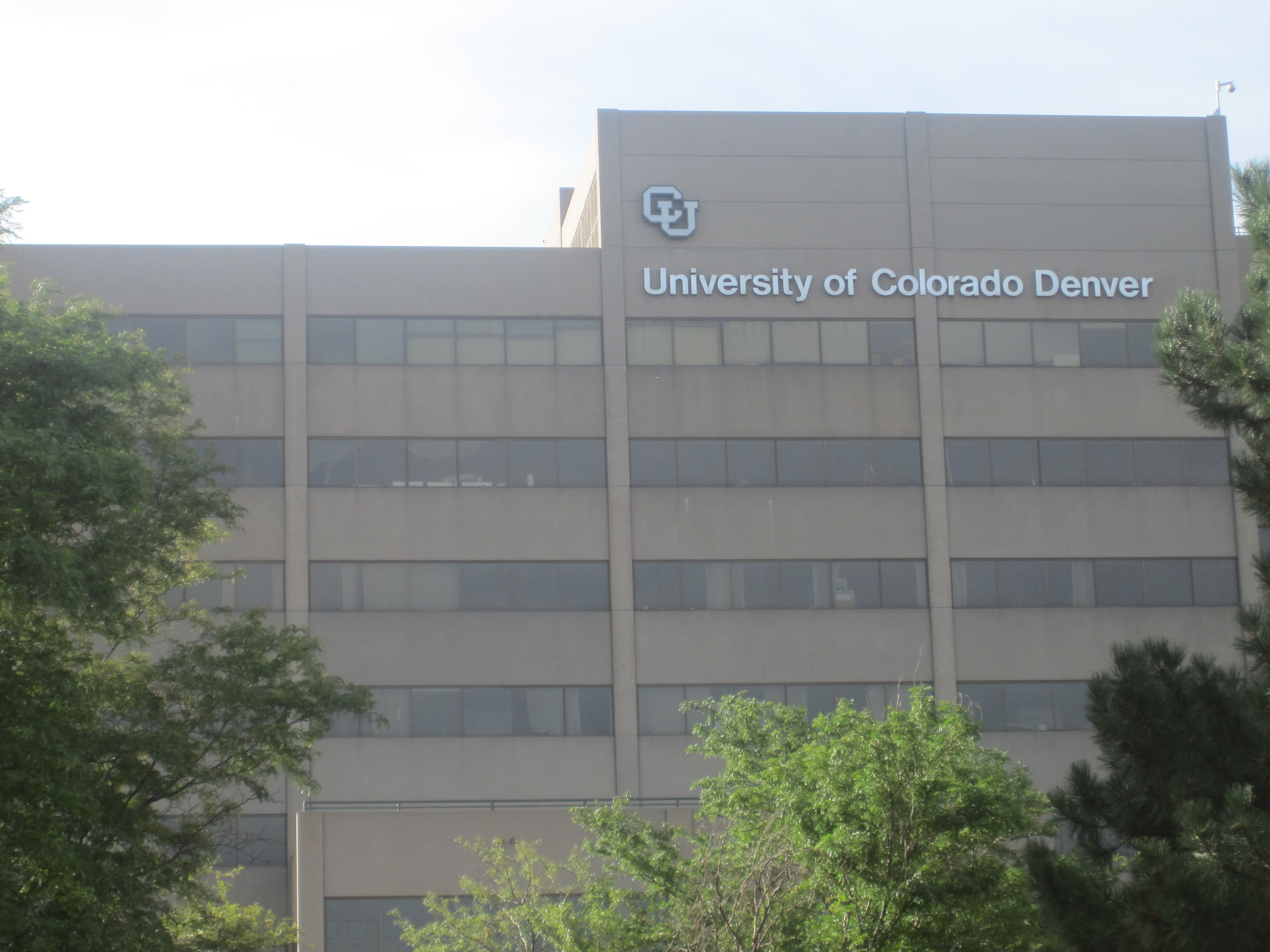
位于丹佛市中心校区的北大楼

1912年，科罗拉多大学函授和推廣部成立，而丹佛分校最开始时就是其中的推广中心。1938年，推广中心收购了位于第17街509号C·A·约翰逊大厦的永久性屋宇，全职和兼职的教员一起合作维持学校的正常运行；1947年，扩展中心搬迁至位于克伦纳姆广场1405号的联谊大厦；1956年，大学又收购了位于阿拉帕霍街14号的丹佛缆车公司大厦；1964年，扩展中心更名为科罗拉多大学丹佛中心（the University of Colorado - Denver Center），并在1974年成为科罗拉多大学丹佛校区，又名“科罗拉多大学丹佛分校”。从1973至1976年，科罗拉多州建立了奥拉瑞亚高等教育中心（Auraria Higher Education Center，简称AHEC），这个面积为0.51平方公里的校区由科多拉多大学丹佛分校、州立丹佛都会大学和丹佛社区大学共同使用。1977年，丹佛校区扩大到新开放的奥拉瑞亚高等教育中心，并在晚些时候进一步扩展至位于第14街和劳伦斯街的办公大楼。

### 合并和更名
2004年夏，科罗拉多大学丹佛分校和科罗拉多大学健康科学中心合并成立了科罗拉多大学丹佛分校和健康科学中心（the University of Colorado at Denver and Health Sciences Center，简称“UCDHSC”），科罗拉多大学原有的4个分校也减少为3个。
2007年10月29日，学校董事会投票决定将科罗拉多大学丹佛分校和健康科学中心更名为“科罗拉多大学丹佛分校”（University of Colorado Denver），由安舒兹校区和市中心校区组成。据报道，奥罗拉市对学校的名称感到不满，代表认为学校的一个校区就座落在该市，但学校名称上却毫无表示因此倍感怠慢。2008年，奥罗拉市议员请求科罗拉多大学董事会将安舒兹医学校区名称中的“丹佛”分校更名为“奥罗拉”分校，但董事会没有同意。一位州参议员曾提议“科罗拉多大学丹佛/奥罗拉分校”这一名称。2010年，有报道称科罗拉多大学将会从安舒兹医学校区的全名中去除“丹佛”一词，改为“科罗拉多大学安舒兹校区”。
截止2011年8月最后一次更名时止，机构的正式名称为“科罗拉多大学丹佛分校｜安舒茨医学校区”（包括中间的竖线），而法定名称仍然是“科罗拉多大学丹佛分校”。安舒兹医学校区的主名称为“科罗拉多大学安舒兹医学校区”，而丹佛校区（之前的市中心校区）主名称为“科罗拉多大学丹佛分校”，整个机构使用的网站域名是ucdenver.edu，原本的域名cudenver.edu于2010年7月停用。

## 校区

### 丹佛校区

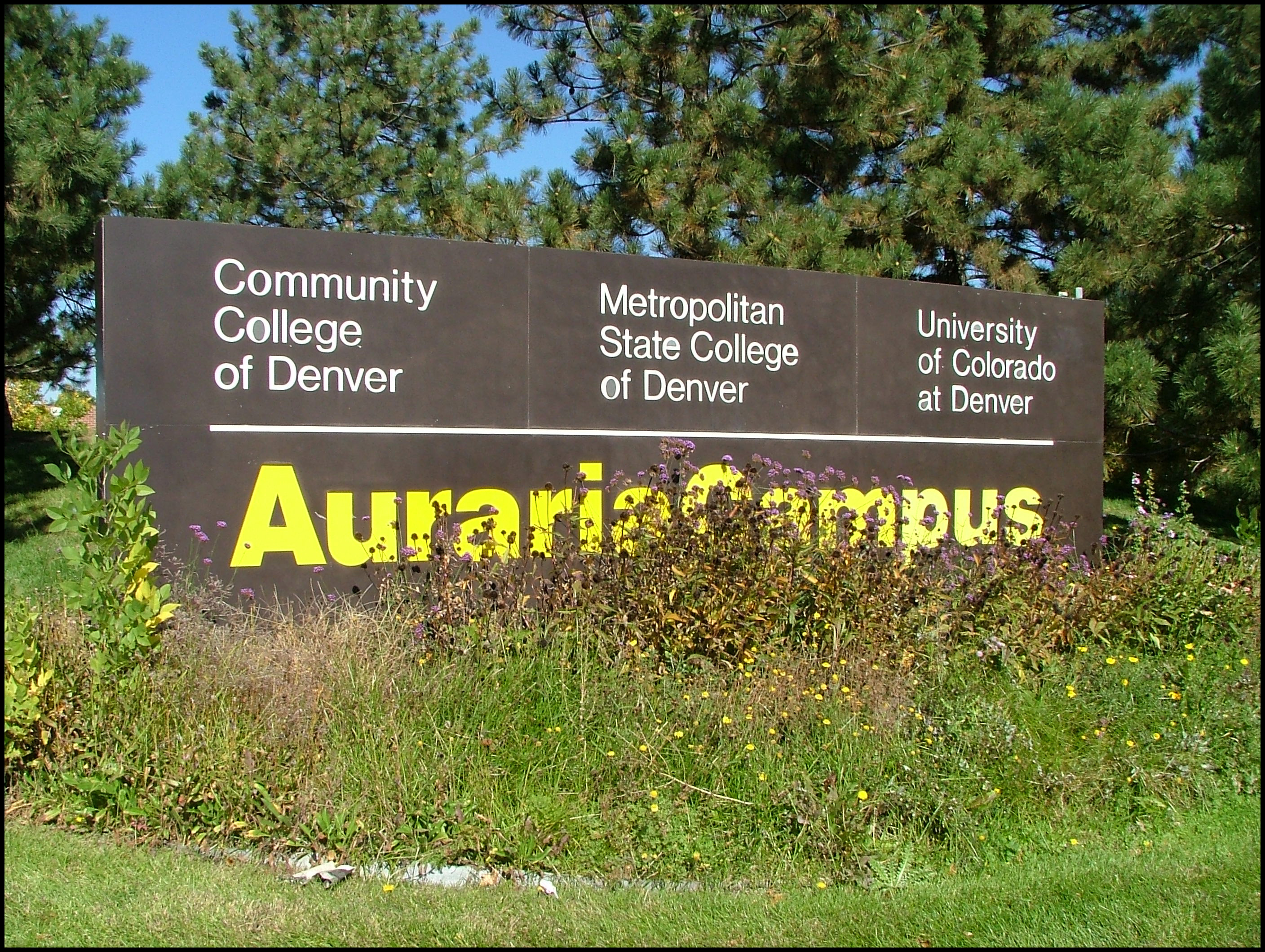
奥拉瑞亚校区的一个标志牌，上面有共用该校区的三所大学名称

丹佛校区是奥拉瑞亚校区的一部分，座落在丹佛市中心西南部的奥拉瑞亚斯皮尔大道和奥拉瑞亚公园大道旁。校区还有另外两所大学共同使用，分别是州立丹佛都会大学和丹佛社区大学。区域综合交通地区轻轨运输在奥拉瑞亚校区内有两个车站，分别是奥拉瑞亚西部校区和奥拉瑞亚科尔法克斯。丹佛校区设有本科和研究生课程，有超过35%的学生是研究生。校区位于中心商务区心脏地带，距百事中心、伊里奇花园、科罗拉多会议中心、丹佛表演艺术中心、拉里默广场和第16街购物中心都很近，而且还设有学生会。

### 安舒茨医学校区
健康科学校区原有两个子校园，主校园起初位于丹佛市第九大道和科罗拉多大道交汇处，不过已经停用，新的校园则在奥罗拉附近，健康科学中心的所有活动都已搬迁到这里。另一个校园如今称为安舒茨医学校区，拥有研究综合大楼、芭芭拉·戴维斯糖尿病中心、奈特霍斯·坎贝尔原住民健康大楼、科罗拉多大学医院多用途中心以及健康科学图书馆等多幢建筑安舒茨医学校区一共有约3000名学生，其中1297名在科罗拉多大学医学院就读（包括医科学生和研究生）。

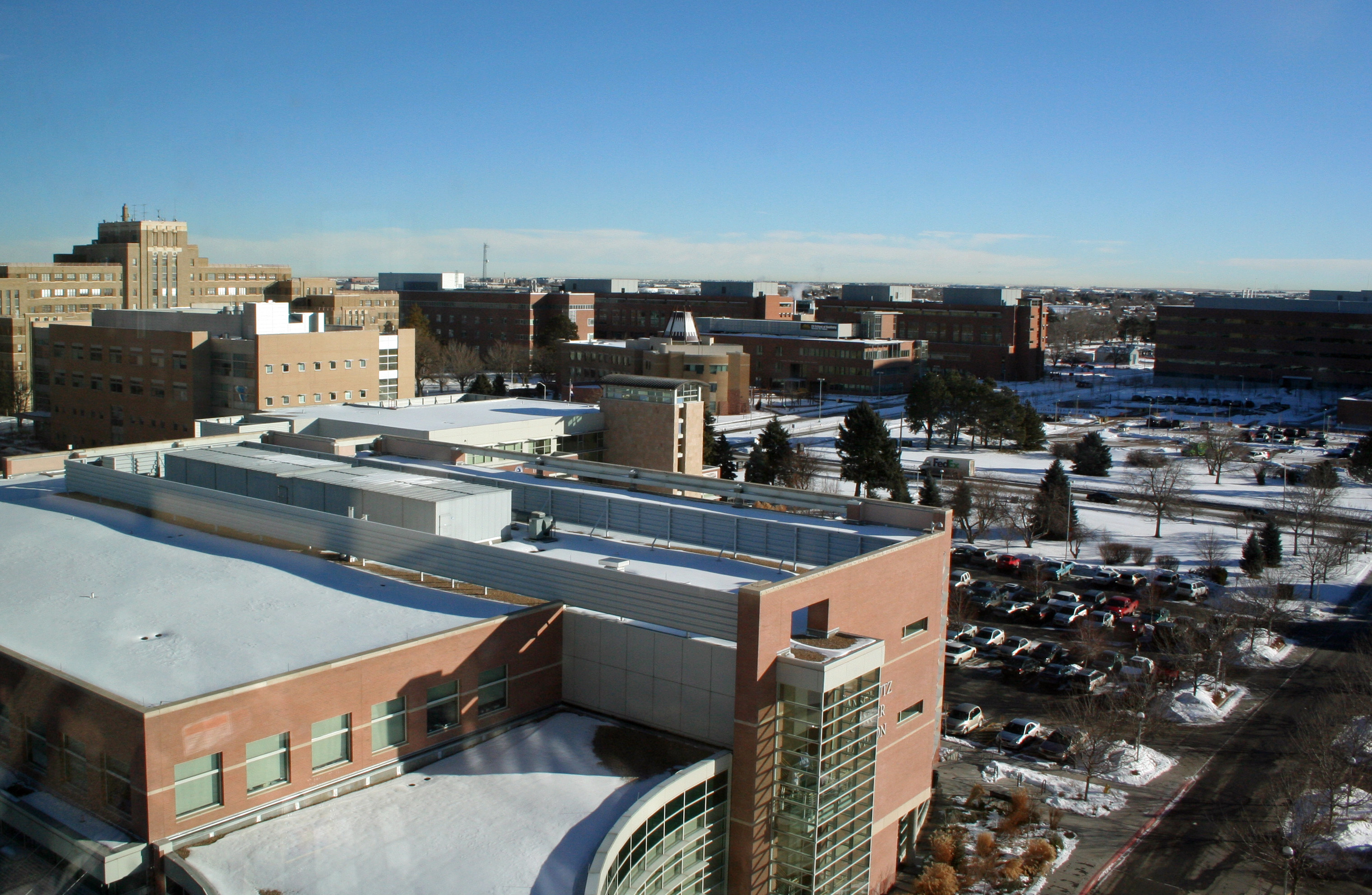
安舒兹医学校区一角，左上角可以看到500号大楼

#### 建筑和布局
安舒兹医学校区面积约为0.9平方千米，大学和大学医院均位于其范围内。除了以前的费兹西蒙斯医院（一般称为“500号大楼”）外，别的所有设施都是新建成的。校区内的建筑设计为一系列独特的四边形区域：研究四边形区域包括三个科研综合塔楼，以时尚的玻璃和金属设计为特色；教育四边形区域则以砖形美感为特点；核心四边形区域地处校园中轴线上，与500号大楼相挂靠。面积约为10800平方米的医学图书馆就位于校园中心四边形沿线。
总面积约为2.3平方千米的安舒兹医学校区和费兹西蒙斯生命科学区域正在进行一场耗资43亿美元的整修和改造，这也是美国最大的医疗相关再开发项目。校园健康科学区域旁边正在开发面积约为0.7平方千米的奥罗拉“科技公园”，提供与生物技术公司合作的机会和资源。前军事基地的其它部分则专门用于商业、酒店、零售和住宅开发。安舒兹医学校区由三个区域组成，一个提供医学和健康相关领域训练和设施的教育区域；一个提供多种研究生课程的研究区域，以及科罗拉多大学医院和儿童医院的临床护理区域。

## 机构简介

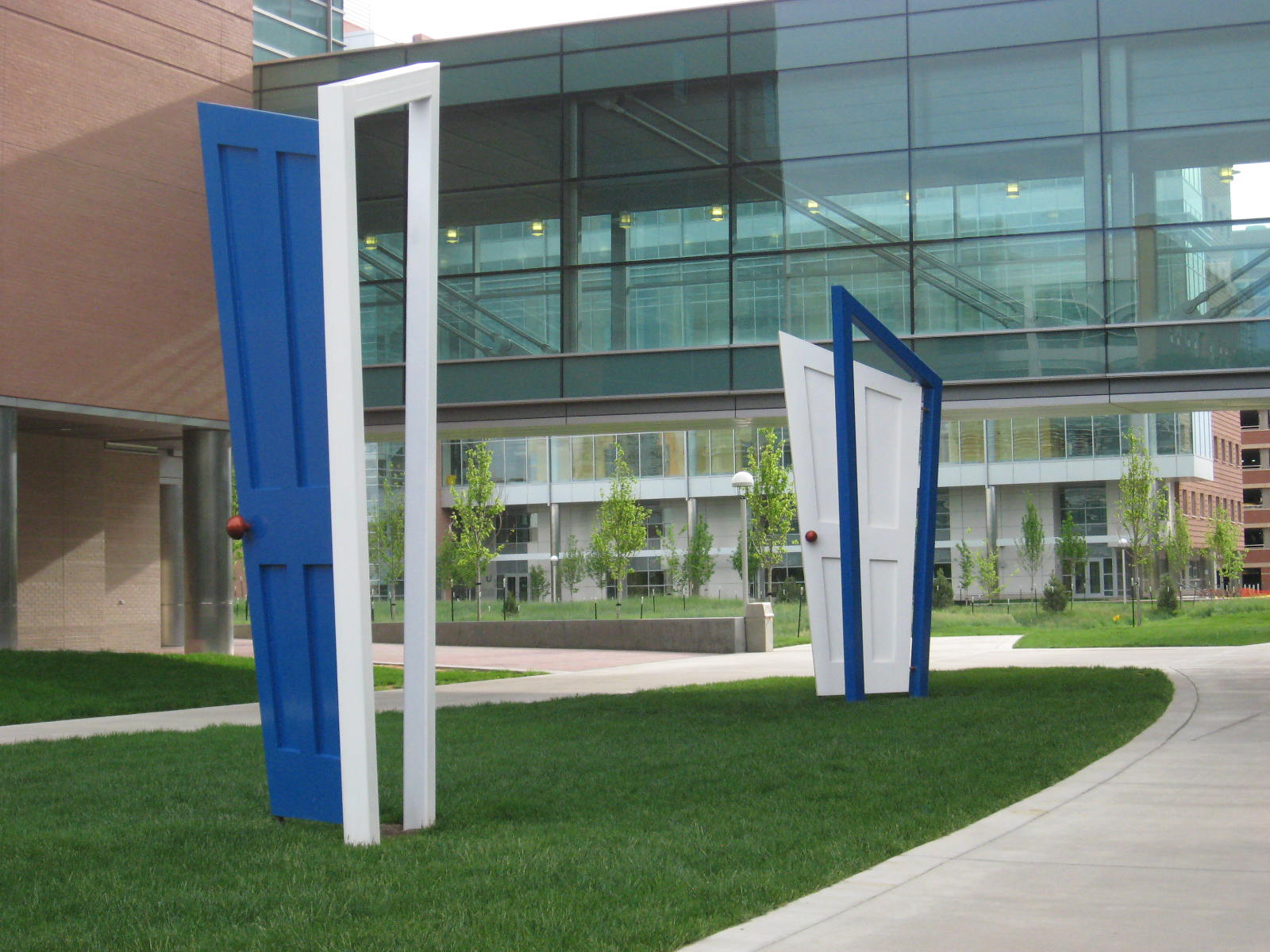
2008年安舒兹医学校区的艺术品

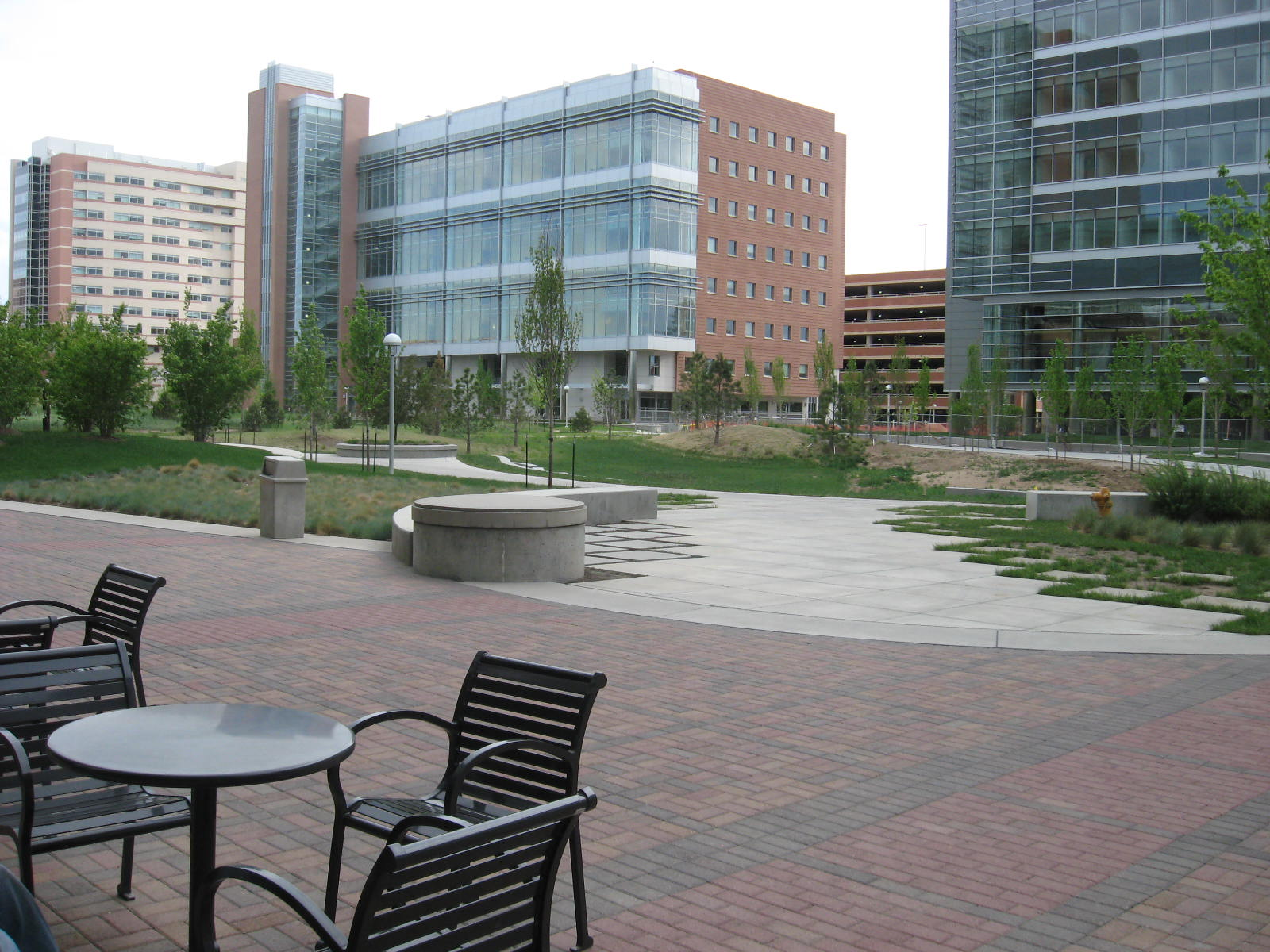
安舒茨医学校区一角，左上方的建筑是科罗拉多大学医院

科罗拉多大学丹佛分校提供学士、硕士、博士和第一级专业学位。大学（含科罗拉多大学医院和大学医生公司）每年运作经费约为18亿美元。科罗拉多大学医院是丹佛分校的主要教学医院，每年为超过50万名患者提供医疗服务。在2009至2010财政年度，丹佛分校的两个校区一共获得了近3.85亿美元的科研经费。

### 学员
丹佛分校的两个校区加上在线教程一共有超过29000名学生就读，2007年秋有15680名学生入学。在丹佛分校的学生中，55%是本科生，35%继续攻读研究生，10%就读第一级专业课程。63%的学生是全日制学生，9%是他州居民，国际留学生占入学总人数的4%。
12726名学生在市中心校区就读，其中8188名是本科生，4538名是研究生，并且28.7%的本科生和12.5%的研究生是少数族裔。这一校区新生的美国大学入学考试（American College Testing，简称ACT）平均成绩为22分综合，21.7分英语和21.6分数学，而SAT平均成绩则为540分数学和542分口语，从普通高中毕业的入学新生平均成绩为3.3。市中心校区最热门的本科专业分别是生物学、商学和心理学，校园中的海外留学生来自125个不同的国家。
2954名学生在安舒茨医学校区就读，其中430名为本科生，1026名研究生，1498名就读第一级专业课程。这一校区所有学员中的17%是少数族裔。

## 学术和研究

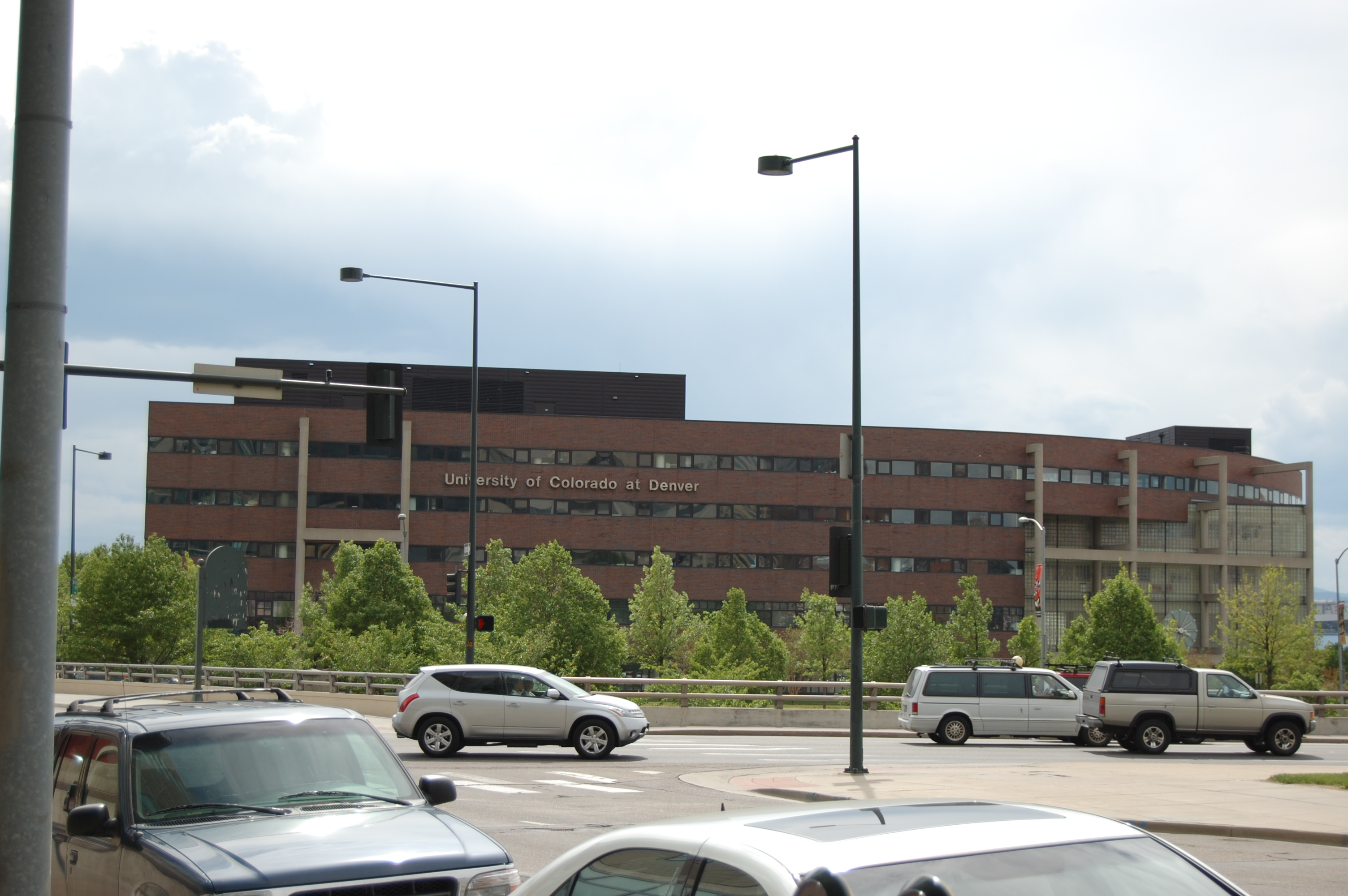
位于市中心校区的北部教室大楼

科罗拉多大学丹佛分校是科罗拉多州最大的大学之一，每年有超过27000名学员就读并授予超过3400个学位。其研究生商学院和研究生院均居全州之冠，而且这里还有全州内唯一的一所医学院。2010年，丹佛分校的研究人员获得了近3.85亿美元的研究经费，其中绝大多数是在安舒兹医学校区进行的致力于健康科学的研究项目。2011年，美国国家卫生研究院奖励了丹佛分校的研究人员超过1.79亿美元。位于安舒兹医学校区研究大楼的核心实验室拥有质谱仪、X射线晶体学、电子显微镜，一台900兆赫兹核磁共振光谱仪，DNA阵列和多肽蛋白质化学多个研究设备和项目。卡内基高等教育分类机构将丹佛分校分为研究型大学中研究活跃度非常高的一所学府。

### 图书馆
科罗拉多大学丹佛分校的两个校区各自托管有一个图书馆，市中心校区的奥拉瑞亚图书馆由该校区的三个机构共同使用，分别是丹佛分校、州立丹佛都会大学和丹佛社区大学。图书馆内有近100万本书籍，13万部电子书籍，44000本电子期刊和300个数据库。安舒兹医学校区的图书馆则是科罗拉多州最大的健康科学图书馆，其中拥有超过32000本电子期刊。2007年末新开放的健康科学图书馆拥有两个资讯共享空间，30个小组研讨室，并且整个图书馆内都有免费的无线互联网连接可供使用。

### 学校院系

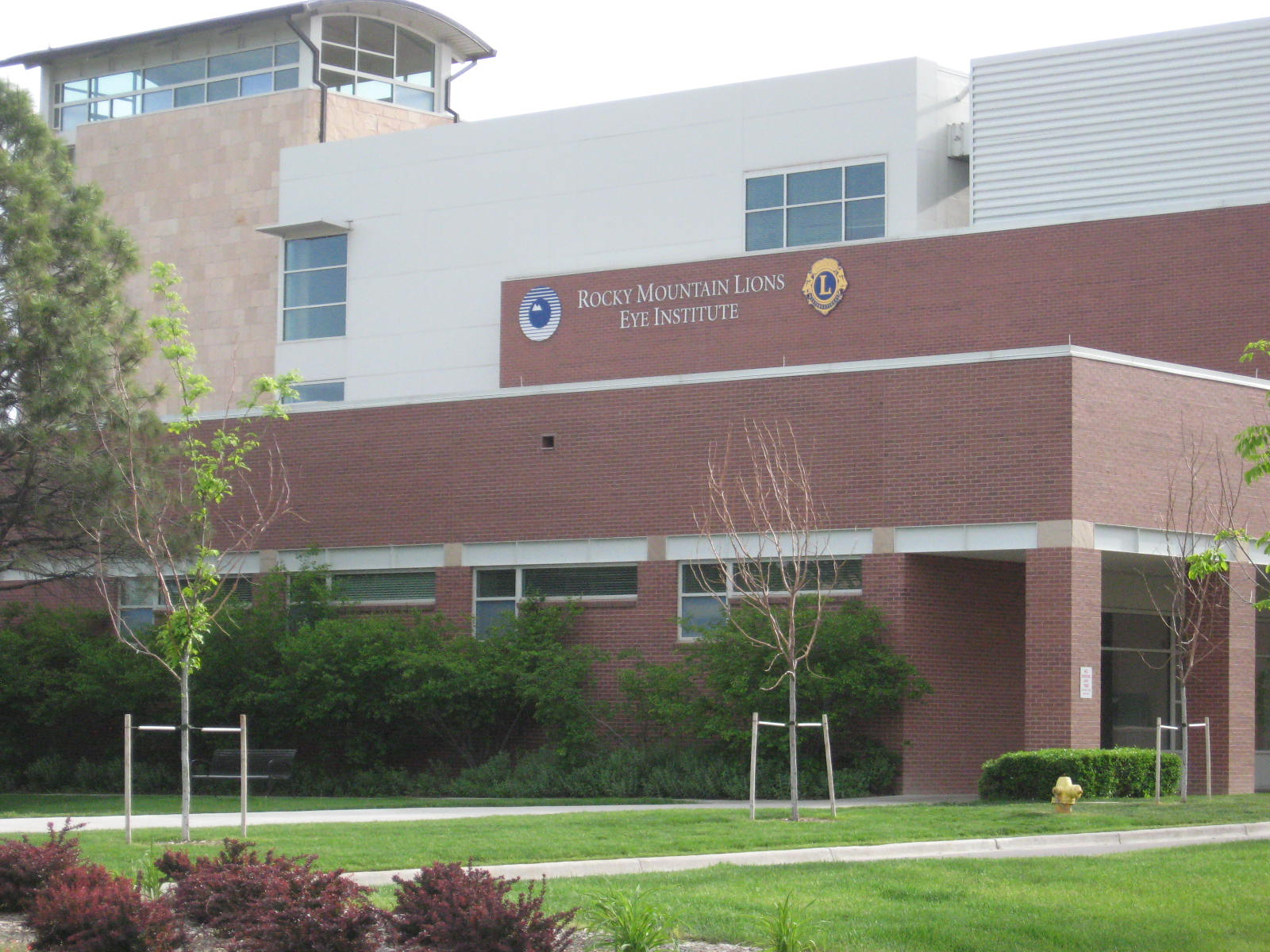
安舒兹医学校区眼科部门的落矶山狮眼科学院

科罗拉多大学丹佛分校在13所学校或学院提供超过115种学位课程，其提供的学位涉及种类繁多，分类齐全的学术领域，如工程、商业、文化、历史、语言、自然科学、生物科学和医学等。市中心校区拥有8大院系：建筑与城市规划学院、艺术与媒体学院、商学院、教育与人力资源开发学院、工程与应用科学学院、文科和科学学院、公共事务学院及其总统应对气候变化行动项目，研究生院。其中文科和科学学院是丹佛分校市中心校区最大的学校，提供20种学士学位、17种硕士研究生学位和两种博士课程。总统应对气候变化行动项目是由丹佛分校公共事务学院的沃思·查尔出资200万美元倡导和管理的一个为期两年的项目，旨在聘请国家科学、政策、企业和民间领袖来制订一个总统应对气候变化的行动方案。丹佛分校也拥有全州唯一一所建筑和城市规划学院，该学院位于第14街，提供建筑、城市设计和园林建筑的研究生学位。在工程领域，市中心校区曾与洛克希德·马丁和雷神公司合作。丹佛分校的安舒兹医学校区拥有口腔医学院、护理学院、药学院、医学院，科罗拉多州公共卫生学院和研究生院。

#### 医学院
科罗拉多大学医学院提供了一个为期四年的医学士学位课程，并且提供了多种可获得哲学博士学位的研究生课程。学校还提供儿童辅助保健/医师助理学位和物理治疗博士学位，两者课程时间均为三年。其医学家训练计划（Medical Scientist Training Program，简称MSTP）提供医学士和哲学博士学位。学校内一共有约600名医学士学生，352名物理治疗和医师助理课程学员，975名医学教育研究生。

#### 药学院
科罗拉多大学药学院起源于1911年，最初是博尔德分校医学院的一个分支。1913年开始成为一个独立的院系，1957年成为一所学院。1938至1939年获得药学教育认证委员会（Accreditation Council for Pharmacy Education，简称ACPE）认证开始授予药剂学士学位，1995至1996年获得全面认证，开始授予药学博士学位。1986年，药学院行政划转至丹佛的科罗拉多大学健康科学中心，1992年8月至11月，所有教职员工和学生都已从博尔德分校转移到这里。2008年，学院迁至安舒兹医疗校区，并提供药学、分子毒理学、医药学和医药成果研究的医疗和研究生学历，这里30%的学生来自其他的州。2009年，美国国家卫生研究院对药学院和药理部门分别授予了731万389美元和1918万9543美元的奖励。2011年，药学院又一次迁至新大楼，斯卡格斯药学和医药学学院也将入驻安舒兹医学校区。

#### 研究生院
科罗拉多大学研究生院每年授予的研究生学位居全州榜首，院内拥有近60个研究生课程，在大学市中心校区和奥罗拉校区的各个院系均有。其中即有单学科课程也有跨学科课程，包括建筑与规划、艺术与媒体、生物医学、商学、教育和人类发展、工程和应用科学、人文科学、应用数学、护理学、公共事务、公共卫生、化学和社会科学。安舒兹医疗校区提供的硕士和博士学位集中在生物医学的基础、临床和转化型研究领域。

#### 商学院
科罗拉多大学商学院获得了国际商管学院促进协会在本科和研究生两个级别上的认可，是美国少数几家拥有单独认证会计课程的学府之一。自迁至丹佛市中心的心脏地带以来，商学一直是学校最热门的专业之一。药学院还与科罗拉多的多家最成功的企业如莫尔森库尔斯酿酒公司、富国银行集团、第一银行和边疆航空进行合作，这些企业将对学校的商业课程提供反馈。

### 排名
《高等教育纪事报》将科罗拉多大学丹佛分校生物医学、发育生物学、人类和医学遗传学、肿瘤学和癌症生物学、结构生物学和毒理学领域的“教师学术生产力指数”排为全美前十位，学校也多次在《美国新闻与世界报道》评选的全美研究生院排名中榜上有名，还在2010年美国初级护理医科学校中名列第5位，研究医学院中位列第27位。2010年，丹佛分校研究生院在生物科学领域排名第68位。2007年，护理学院在全美排名第15位，而在执业护士课程中，其成人、家庭和幼儿领域分别排名第8、第5和第3位。医学院还在家庭医学专业排名第6，而药学院则在全国排名第24，公共事务学院排名第32。“普林斯顿评论”于2008年将丹佛分校列入“最好的西部高校”中。在《福布斯》评选的最好公立大学中，丹佛分校名列第34位，而商学院也在《现代医疗保健》2007年评选的“医师 - 高管最佳研究生院”中名列第5位。2010年，《科学家》杂志进行了一项名为“博士后最佳工作场所”的调查，丹佛分校名列第7位。

## 学生生活

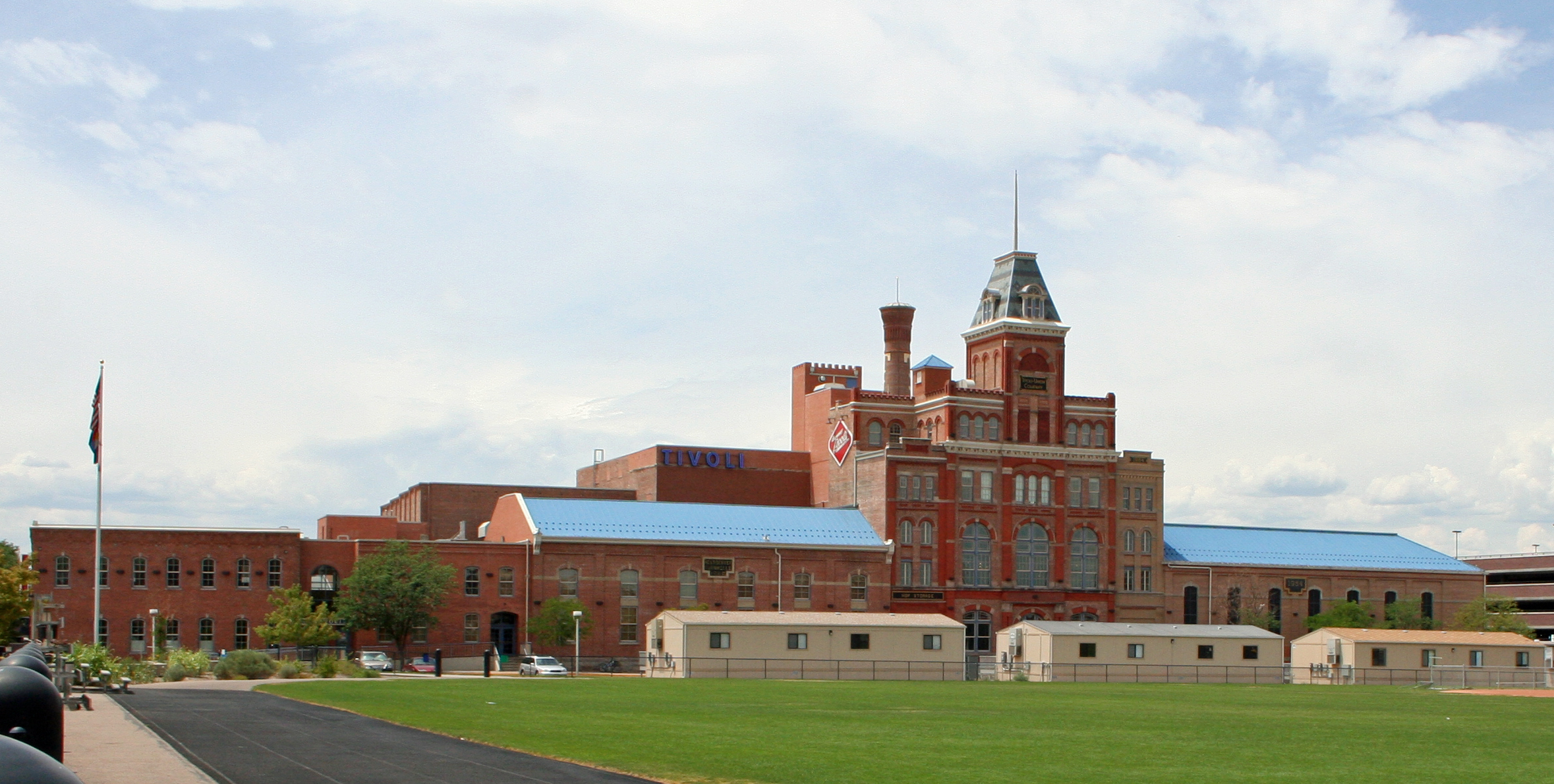
奥罗拉校区的“蒂沃里学生会”大楼和田径场

科罗拉多大学丹佛分校有超过100个学生组织、荣誉社团、专业团体和信仰团体，为其成员提供大学和社区范围的社交、服务和专业机遇。市中心校区的大学新生和留学新生一般都需要在“校园新村”住校，这是一个为校区内三所学校的学生和教职员工提供住宿的住房小区。丹佛分校为学生和教职员工提供了包括个人训练在内的多种体育和休闲活动，校内篮球、排球、足球、壁球和网球设施一应俱全，各种体育器材可以在校内或校外使用。
市中心校区还发行有学生报纸《主张》，开学期间发星期发行一期。丹佛校区的“知名人士系列讲座”有包括大卫·霍罗威兹和马尔科姆-贾马尔·华纳在内的多位名人参与演说。蒂沃里学生会则是丹佛分校、州立丹佛都会大学和丹佛社区大学三所学校的学生中心。

## 知名人物

### 知名教员
- 细胞和结构生物学部门的约翰·考德威尔和同事一起发现了电压门控钠通道Nav1.6[103]；
- 博尔德分校的诺贝尔奖得主托马斯·切赫是科罗拉多大学丹佛分校生物化学和分子遗传学系的一位附属教员[104]；
- 劳伦斯·亨特（英语：Lawrence Hunter）是国际计算生物学协会（英语：International Society for Computational Biology）的创立者，这是世界上最大且历史最悠久的生物信息学和信息生物学专业组织[105][106]；
- 数学和统计科学系的里奥波多·佩纳·弗兰卡（Leopoldo Penna Franca）曾开发出稳定的有限元，这在计算力学和工程仿真领域非常重要[107][108]。
- 西奥多·普克（Theodore Puck）是医学院的一位生物物理学家，他开发出了一种人类染色体的分类系统，并被称为是“一位哺乳动物细胞培养，体细胞遗传学和人类遗传性疾病研究的先驱”[109]。他还是第一位从单个细胞的基础上培养出人类组织的科学家[110]。
- 托马斯·斯塔兹尔（英语：Thomas Starzl）在科罗拉多大学医学院进行了世界上首例肝脏移植[24]，并被认为是“现代移植之父”[111]；
- 外科部门的亨瑞·斯旺（Henry Swan）对开放式心脏手术做出了革命性的改进，是心脏手术中低温技术临床应用和调查的先驱[24][112]。

### 知名校友
- 瑞克·艾尔登（英语：Rick Alden），1996，Skullcandy公司的创立者兼CEO[113][114][115]；
- 詹姆斯·伊根·霍尔姆斯，2012年奥罗拉枪击事件犯罪嫌疑人[116]；
- 凯吉尔·N·林德格伦（英语：Kjell N. Lindgren），国家航空航天管理局宇航员[117]；
- 约翰·摩斯（英语：John Morse (Colorado legislator)），2001，科罗拉多州参议院多数党领袖，州参议员[118][119]；
- 艾萨克·斯雷德（英语：Isaac Slade），2005，冲突乐团主唱[120]；
- 艾德·陶尔（英语：Ed Tauer），1991，从2003至2011年担任科罗拉多州奥罗拉市市长[121]。

## 扩展阅读
- Davis, William E. . Boulder, CO: Prutt Press, Inc. 1965. LD1178 .D35.
- Noel, Thomas J. . University of Colorado at Denver. 1999.